# Salka Valka
Salka Valka är en roman av den isländske författaren Halldór Laxness, första gången utgiven 1931.
Den har filmatiserats två gånger, se Salka Valka (1954) och Salka Valka (1979).

## Svenska översättningar
- Salka Valka (översättning [från engelska] Knut Stubbendorff, Bonnier, 1936)
- Salka Valka (översättning av Ingegerd Nyberg-Baldursson efter originalets 2:a uppl., Rabén & Sjögren/Tidningen Vi, 1953)

### Fotnoter
1. ↑  ”Salka Valka”. Libris.kb.se. http://libris.kb.se/hitlist?q=Salka+Valka&r=&f=simp&t=v&s=rc&g=&m=10. Läst 14 mars 2013.
2. ↑  ”Salka Valka”. IMDb.com. http://www.imdb.com/find?q=salka+valka&s=all. Läst 14 mars 2013.